# Quo vadis
Quo vadis er en historisk roman af den polske forfatter Henryk Sienkiewicz udgivet i 1896. Titlen er latin og betyder Hvor går du hen? Den hentyder til Det Nye Testamente, Johannesevangeliet kapitel 13, vers 36 og legenden om apostlen Peter, der på flugt fra Rom i et syn ser Jesus og spørger ham: ”Quo vadis, Domine?” (Hvor går du hen, Herre?). 
Quo vadis foregår i Rom under kejser Neros kristenforfølgelser, og omhandler kærligheden mellem den unge kristne kvinde Lygia og den romerske officer Marcus Vinicius, som nyligt er vendt sejrende hjem fra England. Konfronteret med den kristne enkelhed og spirituelle kraft i kontrast til den fordærvede romerske luksus, vælger Marcus Vinicius kristendommen.
Quo vadis er filmatiseret mindst syv gange. Den mest kendte filmatisering er den MGM-producerede storfilm fra 1951 med bl.a. Robert Taylor og Peter Ustinov i hovedrollerne.
Henryk Sienkiewicz blev tildelt nobelprisen i litteratur i 1905 hovedsagelig på grund af denne bog.